# أونور 8 برو
آنر 8 برو (بالإنجليزية: Honor 8 Pro)‏ هو هاتف ذكي تم تصنيعه بواسطة هواوي تحت العلامة التجارية الفرعية أونور الخاصة بهم. تم تقديمه في أبريل 2017 كخليفة لهاتف هواوي آنر 8 ضمن سلسلة Huawei Honor. يُعرف الهاتف باسم Honor V9 في الصين.